# Phyllachora xanthii
Phyllachora xanthii är en svampart som först beskrevs av Augustin Pyrame de Candolle, och fick sitt nu gällande namn av Pier Andrea Saccardo 1883. Phyllachora xanthii ingår i släktet Phyllachora och familjen Phyllachoraceae.   Inga underarter finns listade i Catalogue of Life.